# Lukarce
Lukarce (cyr. Лукарце) – wieś w Serbii, w okręgu pczyńskim, w gminie Bujanovac. W 2002 roku liczyła 31 mieszkańców.